# Mitromorpha incerta
Mitromorpha incerta é uma espécie de gastrópode do gênero Mitromorpha, pertencente a família Mitromorphidae.